# Karel B. Post

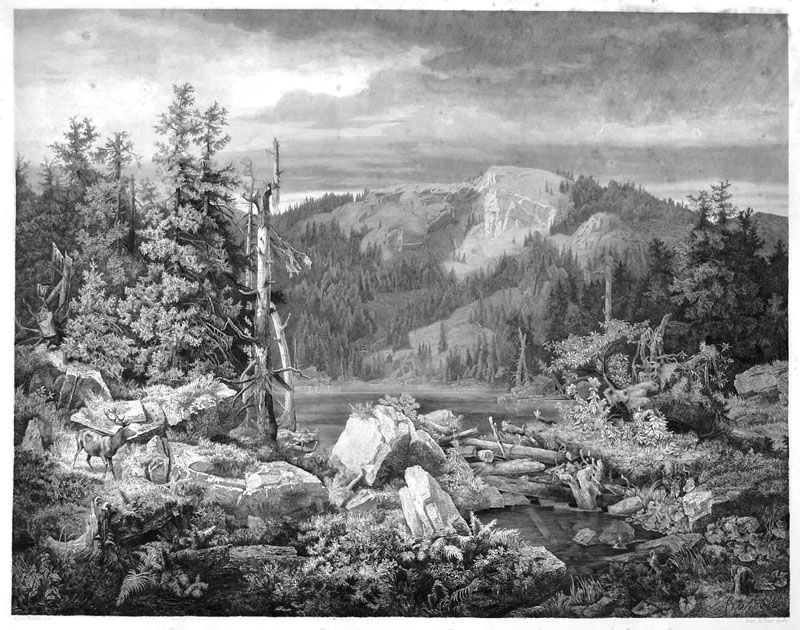
Karel B. Post: Plešné jezero (dle obrazu Aloise Bubáka, 1855)

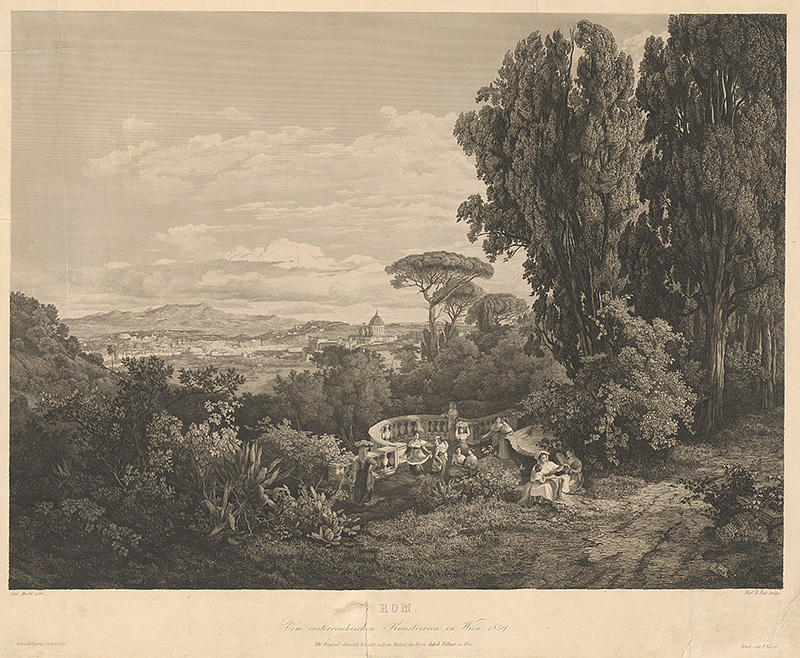
Karel B. Post: Řím (podle Karola Marko st., 1857)

Karel B. Post, v německých zdrojích Karl B. Post (31. března 1834 Praha – 17. března 1877 Vídeň) byl rakouský malíř a rytec, narozený v Praze.

## Život
Narodil se v rodině dílenského mistra Nikolause Posta (*1796) a jeho manželky Marie (*1798), jako páté z jejich osmi dětí; pokřtěn byl Karl. Rodina pocházela z Tyrolska, před rokem 1831 se přestěhovala do Prahy, kde se narodil i syn Karel. Po absolvování reálné školy studoval na pražské Akademii u profesora Maxe Haushofera. Stipendium císaře Ferdinanda I. mu umožnilo studovat na vídeňské mědirytecké škole u Franze Stöbera (1795–1858). V roce 1862 se oženil s nejmladší sestrou malíře–krajináře Augusta Schaeffera Marií (*1838). Roku 1869 se stal asistentem v c. k. akademické knihovně. Po přesídlení z Prahy žil ve Vídni, kde také zemřel.

## Dílo
Karel B. Post se proslavil zejména převodem maleb na mědirytiny.

## Zajímavost
Nekrolog v tisku naznačil, že mozková choroba, která byla příčinou jeho úmrtí, mohla být staršího data a mohla se zhoršit, když již jako asistent knihovny spadl z knihovnického žebříku.